# Наполеон IV
Наполеон IV Ежен Луї Жан Жозеф Бонапарт (фр. Napoléon Eugène Louis Jean Joseph, Prince Impérial; 16 березня 1856 — 1 червня 1879) — принц імперії і син Франції, був єдиною дитиною Наполеона III і імператриці Євгенії Монтіхо. Останній спадкоємець французького престолу, який так і не став імператором.

## Спадкоємець

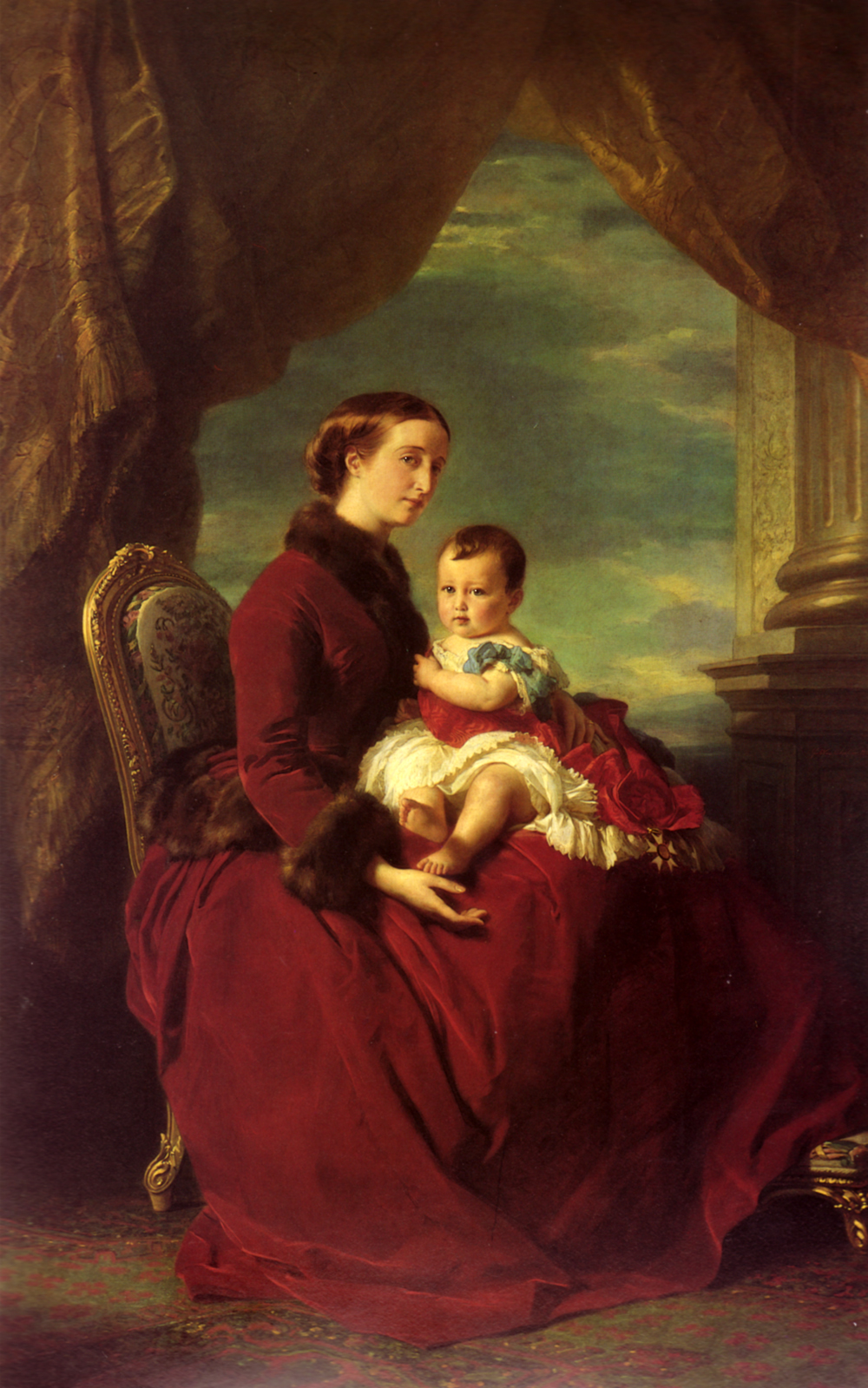
Наполеон IV в дитинстві с матірью, імператрицією Євгенією.

До його народження спадкоємцем Другої імперії був дядько Наполеона III, молодший брат Наполеона I Жером Бонапарт, відносини з дітьми якого у імператора були натягнуті. Створення сім'ї було політичним завданням для Наполеона III з моменту проголошення імперії 2 грудня 1852; будучи на момент захоплення влади холостим, новоспечений імператор шукав наречену з правлячої сім'ї, але був змушений задовольнитись в 1853 році шлюбом з іспанською дворянкою Євгенією Монтіхо. Народження сина у подружжя Бонапартів, після трьох років шлюбу, широко святкувалося в державі; з гармат в Будинку Інвалідів був даний салют в 101 постріл. Після появи на світ в 1856 році наслідного принца Наполеона IV з'явилася дуже поширена кадриль Prince Imperial (ймовірно, за назвою титулу, який носив дитина до 1870 року). Заочним хрещеним батьком принца став папа Римський Пій IX. З моменту народження (пологи, за французькою королівською традицією, відбувалися в присутності вищих сановників держави, включаючи дітей Жерома Бонапарта) принц імперії вважався наступником батька; він був останнім французьким престолонаслідником і останнім носієм титулу «син Франції». Був відомий як Луї або, зменшувально, принц Лулу.
Спадкоємець виховувався в палаці Тюїльрі разом зі своїми двоюрідними сестрами по матері, княжнами Альба. З дитинства він добре володів англійською мовою та латиною, а також отримав гарну математичну освіту.
На початку франко-прусської війни 1870—1871 років 14-річний принц супроводжував батька на фронт і під Саарбрюккеном 2 серпня 1870 з хоробрістю прийняв бойове хрещення; видовище війни, однак, викликало у нього психологічну кризу. Після того, як 2 вересня батько потрапив у полон, а в тилу імперія була оголошена скинутою, принц був змушений вирушити з Шалона до Бельгії, а звідти до Великої Британії. Він оселився з матір'ю в маєтку Кемден-хаус в Чізлхерсті, Кент (нині в межах Лондона), куди потім приїхав і звільнений з німецького полону Наполеон III.

## Глава династії
Після смерті екс-імператора в січні 1873 року і 18-річчя принца, що настала у березні 1874 року, бонапартистська партія проголосила «принца Лулу» претендентом на імператорський престол і главою династії як Наполеона IV (фр. Napoléon IV). Його опонентами в боротьбі за вплив на французьких монархістів виявилися легітимістська партія на чолі з графом Шамбором, онуком Карла X, і орлеаністська партія на чолі з графом Паризьким, онуком Луї-Філіпа I (останній також жив у Великій Британії).
Принц мав репутацію чарівного і талановитого юнака, його особисте життя було бездоганним. Його шанси на відновлення влади у Франції в період нестабільного існування Третьої республіки в 1870-і роки вважались досить високими (тим більше що карта графа Шамбора була фактично відіграна після його відмови від триколірного прапора в 1873 році). Наполеон IV вважався завидним нареченим, в своєму щоденнику напівжартома можливість шлюбу з ним згадує Марія Башкирцева. У свій час обговорювався проект шлюбу між ним і молодшою дочкою королеви Вікторії, принцесою Беатрісою.
Принц вступив до британського військового коледжу в Вуліджі, закінчив його в 1878 році 17-м у випуску і почав службу в артилерії (як і його великий двоюрідний дід). Він подружився з представниками Шведської королівської сім'ї (король Швеції Оскар II був нащадком наполеонівського маршала Жана Батіста Бернадота (Карла XIV Юхана) і правнуком Жозефіни Богарне).

## Смерть
Після початку англо-зулуської війни в 1879 році принц імперії, в чині лейтенанта, за власним бажанням вирушив на цю війну. Причиною цього фатального вчинку багато біографів вважають залежність молодого Наполеона від матері, що дуже переймала його.

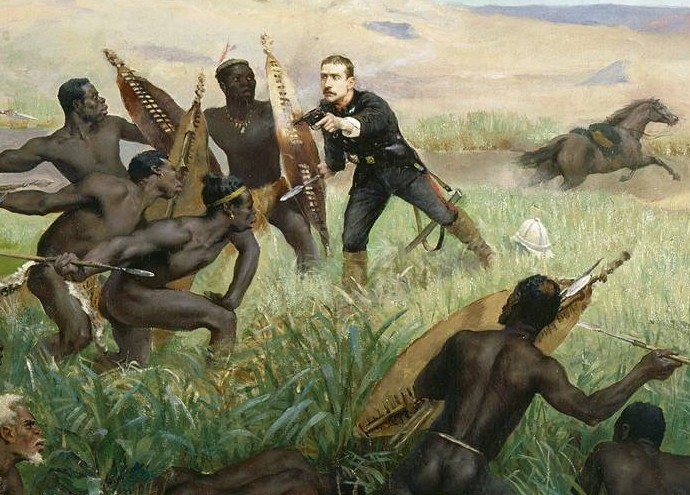
Гибель принца Євгенія Наполеона (картина П.-Ж. Жамена 1882 року в музеї Другої імперії, Комп'єнь, Франція; фрагмент).

Після прибуття в Південну Африку (Наталь) він майже не брав участі в сутичках з зулусами, оскільки Головнокомандувач, лорд Челмсфорд, побоюючись політичних наслідків, велів стежити за ним і перешкоджати його присутності на передовій. Однак 31 травня йому дозволили брати участь у розвідці на території, що вважалася вільною від зулуських воїнів. Вранці 1 червня Наполеон і лейтенант Кері з невеликим загоном вирушили в Зулуленд. Опівдні, не помітивши нічого підозрілого, група розташувалася на привал в покинутому краалі біля річки Ітьотьосі. Ніякого спостереження виставлено не було. Коли загін збирався виступати, він був атакований групою з 40 зулусів. Кінь принца понісся перш, ніж він встиг вскочити в сідло. Він вчепився за приторочену до сідла кобуру, але через 100 ярдів (90 м) ремінь порвався, і принц впав під копита, при цьому його права рука була пошкоджена. Він схопився, вихоплюючи револьвер лівою рукою, і побіг, але зулуси бігли швидше. Принц був поранений списом в стегно, але вихопив ассегай з рани. Коли він повернувся і вистрілив у своїх переслідувачів, інший ассегай, кинутий зулусом на ім'я Забанга, пронизав йому ліве плече. Принц намагався захищатися, використовуючи ассегай, який він витягнув зі своєї ноги, але, послабшавши від ран, опустився на землю. На його тілі було виявлено 18 ран від зулуських ассегаїв; безумовно смертельним виявився удар у праве око. Було вбито також двох британців. Лейтенант Кері і 4 солдати перебували в 50 ярдах від місця останнього бою принца, але не стріляли в зулусів. У британському суспільстві обговорювалося питання, чи не втік лейтенант Кері з поля бою, залишивши принца напризволяще. Принц загинув всього за місяць до захоплення англійцями в липні 1879 році столиці зулусів Улунді й закінчення війни.
Смерть Наполеона Ежена призвела до втрати практично всіх надій бонапартистів на реставрацію їх дому у Франції; верховенство в сім'ї перейшло до малоактивних і непопулярних нащадків Жерома Бонапарта (правда, перед фатальним від'їздом до Африки принц призначив своїм наступником не старшого в сім'ї свого двоюрідного дядька, «принца Наполеона», відомого як «Плон-Плон», через його погану репутацію серед бонапартистів, а сина останнього, принца Віктора, він же Наполеон V). З іншого боку, якраз в рік загибелі принца (1879) в Єлисейському палаці монархіста маршала Мак-Магона змінив переконаний республіканець президент Жуль Греві, при якому монархічні змови (див. Буланже) зазнали поразки, і державний лад Третьої республіки зміцнився.

## Нагороди
- Орден Серафимів;
- Орден Андрія Первозванного;
- Орден Почесного легіону;
- Орден Золотого руна.